# Filippo Cesare Annessi
Filippo Cesare Annessi, noto con lo pseudonimo di Pippo Cesare (Roma, 1871 – Roma, 1947), è stato un poeta italiano romanesco .

## Biografia
Funzionario dello Stato. Autore di sonetti in dialetto romanesco. Redattore della rivista Il travaso delle idee. Collaboratore dell'«Orazio Còccola» (1894), del «Marforio» (1904) e del Rugantino (periodico) (1905 e ss.).